# Świadkowie Jehowy w Bułgarii
Świadkowie Jehowy w Bułgarii – społeczność wyznaniowa w Bułgarii, należąca do ogólnoświatowej wspólnoty Świadków Jehowy, licząca w 2023 roku 2832 głosicieli, należących do 57 zborów. W 2023 roku na dorocznej uroczystości Wieczerzy Pańskiej zgromadziło się 6181 osób. Działalność miejscowych głosicieli koordynuje Biuro Oddziału w Sofii.

## Historia

### Początki działalności
W roku 1888 w Sofii działalność kaznodziejską prowadził Wasyl Stiepanof. Wygłaszał wykłady biblijne i ochrzcił dwie osoby. W 1894 roku został uwięziony w Turcji. Po zwolnieniu kontynuował działalność.
W 1903 roku rozpoczęto tłumaczenie publikacji biblijnych na język bułgarski, a w roku 1920 wydano książkę „Miliony obecnie żyjących nigdy nie umrą!”.
W 1914 roku niewielka grupa organizowała zebrania w miejscowości Gymzowo koło Bregowo. W roku 1920 do tego miasta powrócił ze Stanów Zjednoczonych Marin N. Spaew, który w 1917 roku został ochrzczony. Prowadził działalność w okolicach miast Widyń i Płowdiw, gdzie odwiedził mężczyznę o nazwisku Georgi W. Iwanow. Powstał tam 10-osobowy zbór. Na przełomie lat 1920 i 1921 przy ulicy Wołgi 51 w Płowdiwie otwarto niewielkie biuro. W maju 1920 roku działały trzy grupy (zbory). W 1924 roku biuro w rumuńskim Klużu (Cluj) zaczęło nadzorować działalność na terenie Bułgarii. Pod koniec lat 20. XX wieku współwyznawcy z Niemiec ochotniczo podjęli regularną działalność kaznodziejską w Bułgarii. W 1926 roku 386 osób w różnych częściach kraju było zainteresowanych głoszonymi wierzeniami. Na uroczystości Wieczerzy Pańskiej w miejscowości Gymzowo zebrały się 22 osoby. W październiku 1933 roku Towarzystwo Strażnica powierzyło nadzorowanie działalności w Bułgarii Martinowi Pötzingerowi, ale za niecały rok Świadkowie Jehowy nie będący obywatelami tego kraju zostali stamtąd wydaleni.
6 maja 1938 roku prawnie zarejestrowano Stowarzyszenie Świadków Jehowy w Królestwie Bułgarii. W następnych dziesięcioleciach nadzór nad działalnością w tym kraju sprawowało rumuńskie Biuro Oddziału.

### Zakaz działalności
W roku 1944 związek religijny został zdelegalizowany, nastąpiły liczne aresztowania głosicieli. W 1945 roku działało około 40 głosicieli, a w roku 1948 już tylko około 15. W roku 1951 zanotowano liczbę 50 głosicieli.
Na początku lat 50. XX wieku wraz z rodziną wyemigrowała Maria Kaloyanoff. W Stanach Zjednoczonych została Świadkiem Jehowy. Chcąc podzielić się swoimi wierzeniami z krewnymi, skontaktowała się z Biurem Głównym i zaproponowała przetłumaczenie niektórych publikacji na język bułgarski. Przetłumaczyła kilka traktatów. Jej rodzina znalazła się w gronie osób, które zgłosiły się, aby dostarczyć zakazane publikacje biblijne do Bułgarii. Kilka lat później w czasie takiej podróży koleją została aresztowana. Przez ponad dwa tygodnie była przesłuchiwana, a później deportowana.
W latach 70. XX wieku w działalności kaznodziejskiej w tym kraju brały udział grupy współwyznawców z Czech oraz – nieoficjalnie – turyści z ówczesnych krajów socjalistycznych. Działalność w Bułgarii nadzorowało austriackie Biuro Oddziału.
W lutym 1979 roku w Bułgarii działało 17 głosicieli: 6 w Sofii, 3 w Płowdiwie, 7 w Wodicy koło Warny i 1 w Widyniu. W latach 80. XX w. „Strażnica” zaczęła regularnie ukazywać się w języku bułgarskim. Przemycane numery, aby nie budzić podejrzeń władz miały puste okładki. W 1988 roku Heinz i Marianne Wertholzowie z Austrii, którzy w tym czasie służyli jako misjonarze w Afryce, zostali poproszeni o odwiedzenie Bułgarii.
W sierpniu 1989 roku delegacja z Bułgarii uczestniczyła na kongresie międzynarodowym pod hasłem „Prawdziwa pobożność” w Chorzowie. Pod koniec 1989 roku, gdy upadł ostatni komunistyczny rząd, w kraju było mniej niż 50 głosicieli. Wiosną 1990 roku Gerrit Lösch z Austrii odwiedził miasta Sofię, Płowdiw i Dimitrowgrad, aby zachęcić Świadków Jehowy oraz pomóc im w zorganizowaniu działalności. W roku 1990 po raz pierwszy grupa ponad 300 osób udała się na kongres pod hasłem „Czysta mowa” do Grecji; w kraju w tym czasie działało ponad 100 głosicieli. W roku 1990 powstały pierwsze Sale Królestwa. Do pomocy w prowadzeniu działalności przybyli pionierzy z Polski, z Grecji i Czech.

### Legalizacja działalności

#### 1991–1999
17 lipca 1991 roku prawnie zarejestrowano działalność Świadków Jehowy w Bułgarii. W tym też roku do kraju przybyli pierwsi misjonarze, absolwenci Biblijnej Szkoły Strażnicy – Gilead. 22 marca 1992 roku w wynajętej hali w Płowdiwie odbył się pierwszy kongres w Bułgarii.
W 1994 roku media rozpoczęły oszczerczą kampanię przeciwko „nietradycyjnym” wspólnotom wyznaniowym. Jeszcze w tym samym roku rząd uchwalił restrykcyjną ustawę o religii. W rezultacie Świadkowie Jehowy, podobnie jak inne mniejszości religijne, stracili swój status prawny. Niektórych Świadków Jehowy aresztowano, przerywano również ich zebrania zborowe oraz konfiskowano publikacje biblijne. Bułgarskie sądy nie zapewniły Świadkom Jehowy ochrony prawnej.
Po wyczerpaniu wszystkich możliwości prawnych w kraju, Świadkowie Jehowy skierowali sprawę do Europejskiego Trybunału Praw Człowieka (ETPC). 9 marca 1998 roku w ramach ugody uznanej przez ETPC bułgarskie władze zgodziły się zarejestrować Świadków Jehowy jako związek wyznaniowy. Na tej podstawie 7 października 1998 roku Dyrekcja Wyznań Religijnych przy Radzie Ministrów wydała dokument ponownie uznający prawnie Świadków Jehowy w Bułgarii. W roku 1999 działalność kaznodziejską prowadziło ponad 1000 głosicieli.

#### 2000–2009
Od 2000 roku do Bułgarii przeprowadziły się setki Świadków Jehowy z innych krajów (m.in. z Polski), by pomóc miejscowym głosicielom w prowadzeniu działalności kaznodziejskiej.
3 maja 2001 roku ETPC zaakceptował ugodę w sprawie Świadka Jehowy (Stefanov przeciwko Bułgarii). Władze ogłosiły amnestię dla wszystkich więźniów sumienia gotowych podjąć alternatywną służbę cywilną. 6 marca 2003 roku Świadkowie Jehowy zostali ponownie zarejestrowani po uchwaleniu nowej ustawy o związkach wyznaniowych. 16 kwietnia 2003 roku władze uznały Wieczerzę Pańską za oficjalne święto Świadków Jehowy, zezwalając im na wykorzystanie w ten dzień wolnego od pracy. 19 maja 2004 roku ETPC zaakceptował ugodę w sprawie Lotter i Lotter przeciw Bułgarii. Władze zapewniły Świadkom prawo do praktykowania religii oraz wyrażania swoich przekonań bez przeszkód. 9 października 2004 roku otwarto Biuro Oddziału w Sofii. Budowa obiektu trwała od 2001 roku. Od 1995 roku Biuro mieściło się w wynajętych budynkach w Dragalevtsi (dzielnica Sofii)).
W 2005 roku wydano Chrześcijańskie Pisma Greckie w Przekładzie Nowego Świata (Nowy Testament) w języku bułgarskim. W 2007 roku rozpoczęto działalność kaznodziejską w języku romskim (Bułgaria). Latem 2009 roku zorganizowano kampanię kaznodziejską z udziałem zaproszonych głosicieli z Europy, mówiących po bułgarsku. W kampanii tej, trwającej siedem tygodni wzięło udział 292 głosicieli z Francji, Grecji, Hiszpanii, Niemiec, Polski i Włoch. Po zakończeniu kampanii w stolicy odbył się kongres pod hasłem „Czuwajcie!” z udziałem Geoffrey’a Jacksona, członka Ciała Kierowniczego. W trakcie kongresu ogłoszono również wydanie Pisma Świętego w Przekładzie Nowego Świata w języku bułgarskim.

#### 2010–2019
17 kwietnia 2011 roku ponad 60-osobowa grupa zaatakowała Salę Królestwa w Burgasie, w której Świadkowie Jehowy – ponad 100 osób – obchodzili Wieczerzę Pańską (Pamiątkę). Do sali wrzucano petardy, a samych wyznawców obrzucano kamieniami. Sprawcami przestępstwa była nacjonalistyczna grupa VMRO, która sprzeciwia się działalności Świadków Jehowy w Bułgarii i nie uznaje jej za zarejestrowaną, legalnie działającą religię. Pięć osób zostało przewiezionych karetką do szpitala, w tym jedna ze wstrząsem mózgu. Żaden z poszkodowanych nie odniósł poważniejszych obrażeń. 20 marca 2019 roku Najwyższy Sąd Kasacyjny orzekł, że organizator napadu, Georgi Drakalijew ma wypłacić poszkodowanym odszkodowanie.
Pod koniec roku 2011 do kraju przybyli misjonarze, absolwenci 131. klasy Szkoły Gilead. Wśród miejscowych pionierów usługują również absolwenci Kursu Biblijnego dla Małżeństw z Polski.
Od 24 do 26 lipca 2015 roku w stołecznym Narodowym Pałacu Kultury odbył się kongres specjalny pod hasłem „Naśladujmy Jezusa!”. Program przedstawiono w języku bułgarskim i był tłumaczony na język angielski i bułgarski język migowy, a skorzystali z niego delegaci z Bułgarii oraz 1500 z Albanii, Macedonii, Mołdawii, Serbii, Stanów Zjednoczonych i Ukrainy. 60 osób zostało ochrzczonych.
25 stycznia 2016 roku Bułgarska Komisja Ochrony przed Dyskryminacją uznała, że telewizja SKAT i jej dwóch dziennikarzy w swoich programach przedstawiało fałszywe i bezpodstawne zarzuty dotyczące Świadków Jehowy. Telewizja ta w swoich programach usprawiedliwiała brutalny atak VMRO z dnia 11 kwietnia 2011 roku w Burgasie. Komisja uznała, że sześć programów zawierało akty dyskryminacji religijnej wobec Świadków Jehowy i wykazywały rażące lekceważenie standardów profesjonalnego dziennikarstwa. Podżegały one do przemocy i nienawiści wobec Świadków Jehowy. Komisja nałożyła na stację telewizyjną grzywnę. 18 marca 2019 roku Najwyższy Sąd Kasacyjny Bułgarii orzekł, że telewizja SKAT naruszyła prawo. 26 marca Sąd powołał się na wcześniejsze orzeczenie i potwierdził winę gazety Vseki Den, potępiając ją za posługiwanie się „mową nienawiści” w opublikowanym artykule o wierzeniach Świadków Jehowy. Sprawa dotycząca pozwolenia na budowę Sali Królestwa nadal oczekuje na rozstrzygnięcie przez ETPC.
Do 2017 roku w co najmniej 44 miejscowościach w Bułgarii lokalne władze wprowadziły poprawki do rozporządzeń, ograniczające działalność prawnie zarejestrowanych organizacji religijnych. W ich wyniku Świadkowie Jehowy prowadzący legalną działalność ewangelizacyjną byli pisemnie odwodzeni od działalności kaznodziejskiej, a także wytaczano im pozwy, w wyniku których byli karani grzywną. Jednocześnie w innych miastach zarówno urzędnicy, jak i sądy stają w obronie wolności religijnej i uchylają orzeczenia skazujące na karę grzywny. Ponieważ konstytucja Bułgarii gwarantuje prawo do prowadzenia pokojowej działalności religijnej, Świadkowie Jehowy w Bułgarii podjęli starania, by zakwestionować legalność wszystkich 44 rozporządzeń ograniczających swobody religijne. W październiku 2017 roku sąd w mieście Wraca orzekł, że takie ograniczenia są niezgodne z konstytucją.
W latach 2009–2017 przeprowadzono cztery specjalne kampanie ewangelizacyjne, do których zaproszono także 1782 zagranicznych głosicieli bułgarskojęzycznych. Rozpowszechnili ponad 175 tysięcy publikacji. Powstało 8 nowych zborów i 7 grup.
W sierpniu 2017 roku delegacja Świadków Jehowy z Bułgarii uczestniczyła w kongresie specjalnym pod hasłem „Nie poddawaj się!” w rumuńskim mieście Kluż-Napoka. W lipcu 2018 roku w Tbilisi w Gruzji odbył się kongres specjalny pod hasłem „Bądź odważny!” z udziałem zagranicznych delegacji, w tym z Bułgarii, a latem 2019 roku w kongresie międzynarodowym pod hasłem „Miłość nigdy nie zawodzi!” w Hiszpanii.

#### Lata 20. XXI wieku
10 listopada 2020 roku Europejski Trybunał Praw Człowieka (ETPC) orzekł, że władze Bułgarii naruszyły prawo Świadków Jehowy do wolności religijnej. Oznacza to, że władze powinny wydać zgodę na dokończenie budowy Sali Królestwa w Warnie. ETPC nakazał Bułgarii wypłacenie odszkodowania w wysokości 9600 euro.
W roku 2023 w Bułgarii funkcjonowało 51 Sal Królestwa.
9–11 sierpnia 2024 roku w Sofii odbył się kongres specjalny pod hasłem „Głośmy dobrą nowinę!”. 11 sierpnia Mark Sanderson z Ciała Kierowniczego, ogłosił na tym kongresie wydanie zrewidowanej wersji Ewangelii według Mateusza, Marka i Łukasza w Przekładzie Nowego Świata w języku bułgarskim. W tym samym roku delegacja z Bułgarii brała udział w kongresie specjalnym w Budapeszcie na Węgrzech.
Kongresy w języku bułgarskim i bułgarskim migowym odbywają się w Sofii, w Płowdiwie w języku tureckim, w Burgasie w języku rosyjskim, a w Warnie w języku tureckim. Zebrania i zgromadzenia obwodowe odbywają się w języku bułgarskim, bułgarskim migowym, romani, rosyjskim i tureckim.
Bułgarskie Biuro Oddziału nadzoruje tłumaczenie literatury biblijnej na język bułgarski, bułgarski język migowy, romani.

## Statystyki

### Liczba głosicieli (w tym pionierów)
Dane na podstawie oficjalnych raportów o działalności:
- najwyższa liczba głosicieli osiągnięta w danym roku służbowym[c] (liczby nad słupkami na wykresie)
- przeciętna liczba pionierów w danym roku służbowym (ciemniejszym odcieniem, liczby na słupkach wykresu, od 2017 roku tylko liczba pionierów pełnoczasowych, bez pomocniczych)

### Liczba obecnych na Pamiątce
Dane na podstawie oficjalnych raportów o działalności: